# Максимович, Иван Петрович (переводчик)
Ива́н Петро́вич Максимо́вич (ум. 1 (12) декабря 1732, Москва) — русский переводчик и лексикограф. Племянник митрополита Иоанна Максимовича.
Закончив в начале XVIII века Киево-Могилянскую академию, работал писарем нежинского полка. Был доверенным лицом гетмана Мазепы, входил в состав посольства, направленного казаками в Константинополь. В 1714 году был амнистирован Петром I и поселился в Москве, где благодаря Стефану Яворскому стал переводчиком при Московской типографии.
В 1724 году Максимович закончил работу над латинско-русским словарём, предназначенным для школьного употребления. При его составлении Максимович пользовался латино-польским словарём Кнаппа и словарём Епифания Славинецкого. Словарь был напечатан к коронации императрицы Екатерины I. Другой труд Иоанна («Описание типографской библиотеки») остался незаконченным.
В 1726 году опять вспомнили о его участии в измене Мазепы и он был отрешён от должности.